# Eciton hamatum
Eciton hamatum  (лат.) — вид средних и мелких по размеру кочевых муравьёв рода Eciton из подсемейства Dorylinae, семейства Formicidae. Рабочие и солдаты имеют длину от 3 до 10 мм. Крупные рабочие оранжево-жёлтые, мелкие рабочие — коричнево-рыжеватые.

## Распространение
Центральная и Южная Америка: от Мексики до центральной Бразилии и Боливии.

## Экология
Данный вид относится к типичным представителям муравьёв-кочевников, которые не строят муравейников, а постоянно перемещаются от одного временного гнезда (бивуака) к другому. При этом они переносят с собой всех личинок. Часто охотятся на личинок веспоидных ос и муравьёв родов Dolichoderus и Camponotus, что говорит о древесном характере фуражировки E. hamatum. Колонны муравьёв сопровождает множество мирмекофилов. На теле рабочих перемещаются клещи Coxequesoma, Planodiscus и Trichocylliba.
Муравьи переносят с собой клещей Larvamima (Larvamimidae), так как те формой своего тела напоминают личинок муравьёв..